# Jezioro Kubek
Jezioro Kubek este o arie protejată (sit de importanță comunitară — SCI) din Polonia întinsă pe o suprafață de 1.796,3 ha, integral pe uscat.

## Localizare
Centrul sitului Jezioro Kubek este situat la coordonatele 52°42′41″N 16°04′15″E / 52.7113°N 16.0709°E.

## Înființare
Situl Jezioro Kubek a fost declarat sit de importanță comunitară în aprilie 2004 pentru a proteja 1 specie de animale.

## Biodiversitate
Situată în ecoregiunea continentală, aria protejată conține 8 habitate naturale: Vegetație psamofilă uscată cu pășuni deschise de Corynephorus și Agrostis, Lacuri eutrofice naturale cu vegetație de tip Magnopotamion sau Hydrocharition, Cursuri de apă de la nivel de câmpie la nivel montan, cu vegetație Ranunculion fluitantis și Callitricho-Batrachion, Pajiști uscate europene, Pajiști cu Molinia pe soluri calcaroase, turboase sau argilos-nămoloase (Molinion caeruleae), Păduri acidofile de stejar bătrân cu Quercus robur pe câmpii nisipoase, Păduri aluvionare cu Alnus glutinosa și Fraxinus excelsior (Alno-Padion, Alnion incanae, Salicion albae), Păduri central-europene de pin scoțian cu licheni.
La baza desemnării sitului se află o specie protejată de  mamifere: lupul (Canis lupus).